# Stonne
Ne doit pas être confondu avec Stones ou Stone.
Stonne est une commune française, située dans le département des Ardennes en région Grand Est.

## Géographie
| Artaise-le-Vivier    | Maisoncelle-et-Villers |           |
| Le Mont-Dieu         | Stonne                 | La Besace |
| Les Grandes-Armoises | La Berlière            |           |

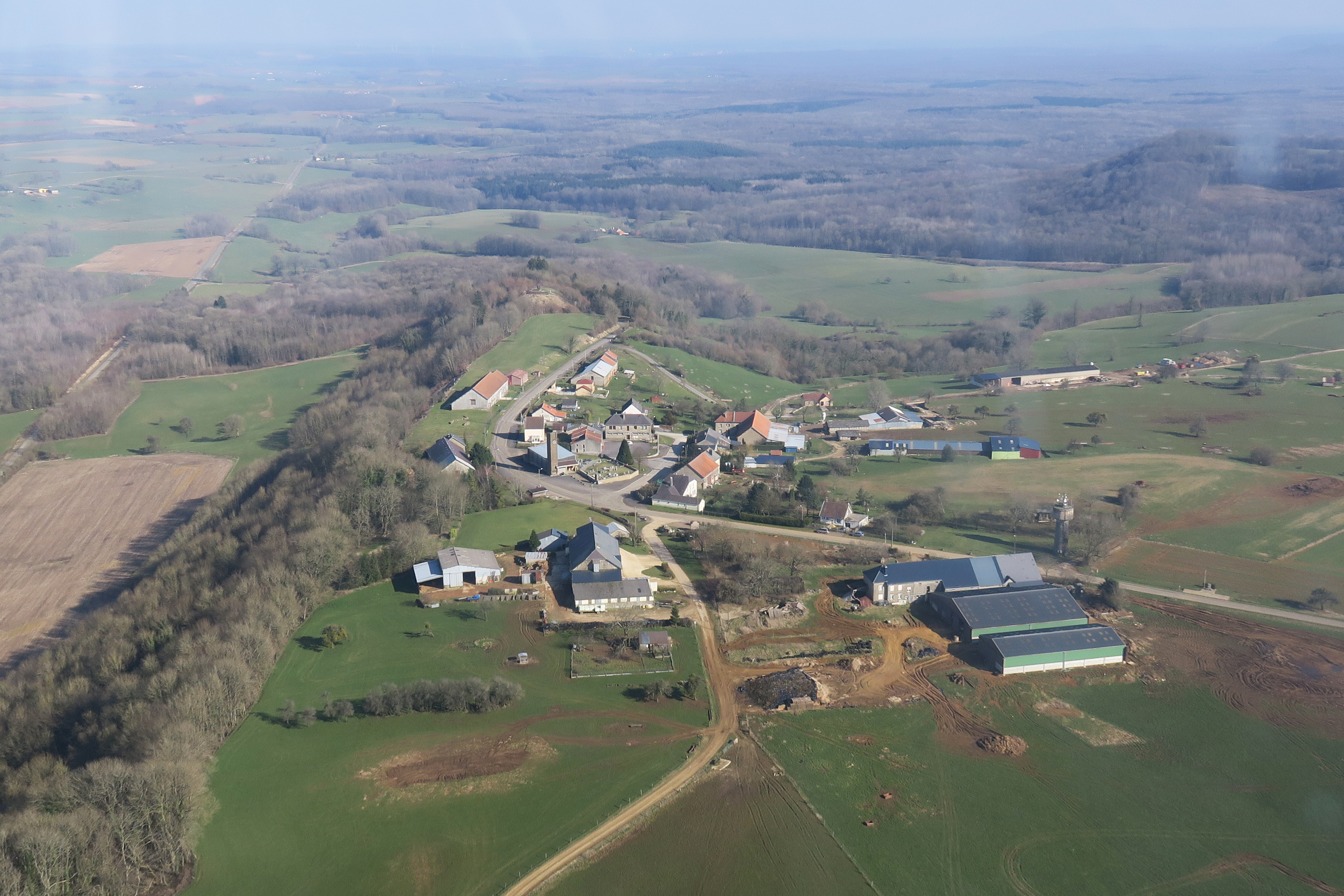
Stonne - mars 2018.

Le massif de Stonne sépare la forêt de Dieulet (et l'Argonne ardennaise) de la forêt de Mont-Dieu (et les crêtes ardennaises). Le point le plus haut est à 338 mètres.

### Hydrographie
La commune est dans le bassin versant de la Meuse au sein du bassin Rhin-Meuse. Elle est drainée par le ruisseau des Armoises, le ruisseau de Terron et le ruisseau du Petit Moulin,.
Le ruisseau des Armoises, d'une longueur de 10 km, prend sa source dans la commune  et se jette  dans la Bar à Tannay, après avoir traversé six communes. 

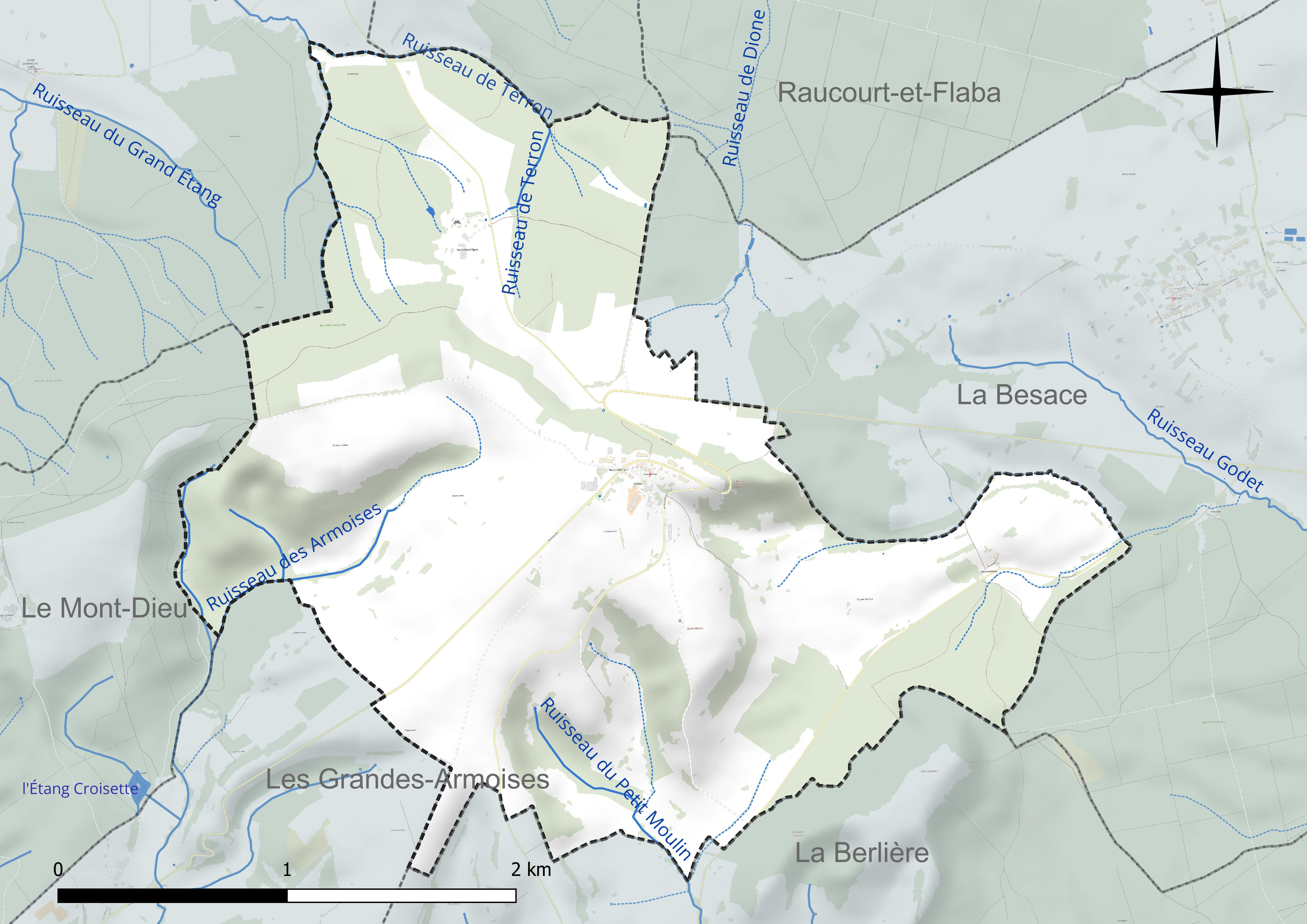
Réseau hydrographique de Stonne.

### Climat
Pour des articles plus généraux, voir Climat du Grand Est et Climat des Ardennes.
En 2010, le climat de la commune est de type climat de montagne, selon une étude du Centre national de la recherche scientifique s'appuyant sur une série de données couvrant la période 1971-2000. En 2020, Météo-France publie une typologie des climats de la France métropolitaine dans laquelle la commune est exposée à un climat océanique altéré et est dans la région climatique  Lorraine, plateau de Langres, Morvan, caractérisée par un hiver rude (1,5 °C), des vents modérés et des brouillards fréquents en automne et hiver. 
Pour la période 1971-2000, la température annuelle moyenne est de 9,7 °C, avec une amplitude thermique annuelle de 16,5 °C. Le cumul annuel moyen de précipitations est de 1 051 mm, avec 14,5 jours de précipitations en janvier et 10 jours en juillet. Pour la période 1991-2020, la température moyenne annuelle observée sur la station météorologique de Météo-France la plus proche, « Buzancy_sapc », sur la commune de Buzancy à 14 km à vol d'oiseau, est de 10,9 °C et le cumul annuel moyen de précipitations est de 862,0 mm. 
La température maximale relevée sur cette station est de 40,7 °C, atteinte le 25 juillet 2019 ; la température minimale est de −15,8 °C, atteinte le 20 décembre 2009,,. 
Les paramètres climatiques de la commune ont été estimés pour le milieu du siècle (2041-2070) selon différents scénarios d'émission de gaz à effet de serre à partir des nouvelles projections climatiques de référence DRIAS-2020. Ils sont consultables sur un site dédié publié par Météo-France en novembre 2022.

## Urbanisme

### Typologie
Au 1er janvier 2024, Stonne est catégorisée commune rurale à habitat très dispersé, selon la nouvelle grille communale de densité à 7 niveaux définie par l'Insee en 2022.
Elle est située hors unité urbaine et hors attraction des villes,.

### Occupation des sols
L'occupation des sols de la commune, telle qu'elle ressort de la base de données européenne d’occupation biophysique des sols Corine Land Cover (CLC), est marquée par l'importance des territoires agricoles (62,2 % en 2018), une proportion identique à celle de 1990 (62,2 %). La répartition détaillée en 2018 est la suivante : 
prairies (38,3 %), forêts (37,8 %), zones agricoles hétérogènes (14,4 %), terres arables (9,5 %). L'évolution de l’occupation des sols de la commune et de ses infrastructures peut être observée sur les différentes représentations cartographiques du territoire : la carte de Cassini (XVIIIe siècle), la carte d'état-major (1820-1866) et les cartes ou photos aériennes de l'IGN pour la période actuelle (1950 à aujourd'hui).

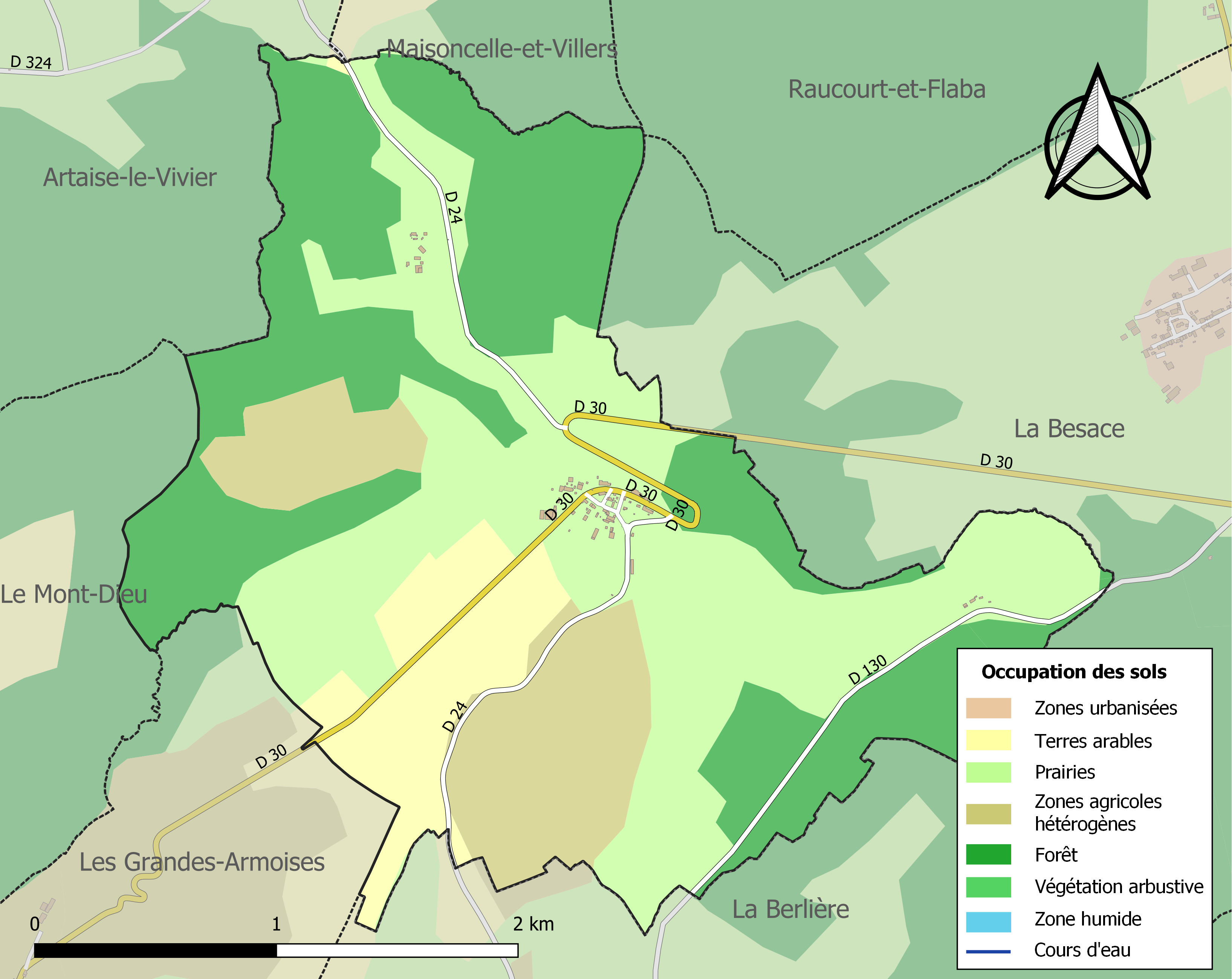
Carte des infrastructures et de l'occupation des sols de la commune en 2018 (CLC).

## Histoire
Du 15 mai au 18 mai 1940, le village est le théâtre d'une bataille de chars entre Français et Allemands, qui voit finalement la victoire de ces derniers. Pris et repris dix-sept fois en quatre jours, le village a été entièrement détruit. Un Régiment d'élite allemand est engagé, le régiment Grossdeutschland. Les soldats ont comparé ces combats très durs à l'enfer de la bataille de Verdun en 1916. Le village en lui-même changera de camp dix-sept fois en seulement trois jours.
Aux élections présidentielles de 2012, lors du premier tour, cette commune a réalisé le troisième score le plus élevé de France en faveur de Nicolas Dupont-Aignan avec 19,35 % des voix exprimées.

## Politique et administration
| Période                                  | Période                   | Identité                                      | Étiquette | Qualité          |
| ---------------------------------------- | ------------------------- | --------------------------------------------- | --------- | ---------------- |
| 1878                                     | 1899                      | Paul-Emile Boizet                             |           |                  |
| mars 2001                                | mars 2008                 | Mariette Lefevre                              |           |                  |
| mars 2008                                | mars 2014                 | Franciane Clouet                              |           |                  |
| mars 2014                                | En cours (au 27 mai 2020) | William Rebisz Réélu pour le mandat 2020-2026 |           | Ouvrier qualifié |
| Les données manquantes sont à compléter. |                           |                                               |           |                  |

## Démographie
L'évolution du nombre d'habitants est connue à travers les recensements de la population effectués dans la commune depuis 1793. Pour les communes de moins de 10 000 habitants, une enquête de recensement portant sur toute la population est réalisée tous les cinq ans, les populations de référence des années intermédiaires étant quant à elles estimées par interpolation ou extrapolation. Pour la commune, le premier recensement exhaustif entrant dans le cadre du nouveau dispositif a été réalisé en 2008.

En 2022, la commune comptait 39 habitants, en évolution de −7,14 % par rapport à 2016 (Ardennes : −2,97 %, France hors Mayotte : +2,11 %).
| 1793 | 1800 | 1806 | 1821 | 1831 | 1836 | 1841 | 1846 | 1851 |
| ---- | ---- | ---- | ---- | ---- | ---- | ---- | ---- | ---- |
| 213  | 200  | 207  | 253  | 397  | 258  | 250  | 235  | 232  |

| 1866 | 1872 | 1876 | 1881 | 1886 | 1891 | 1896 | 1901 | 1906 |
| ---- | ---- | ---- | ---- | ---- | ---- | ---- | ---- | ---- |
| 220  | 219  | 224  | 203  | 196  | 177  | 180  | 158  | 148  |

| 1911 | 1921 | 1926 | 1931 | 1936 | 1946 | 1954 | 1962 | 1968 |
| ---- | ---- | ---- | ---- | ---- | ---- | ---- | ---- | ---- |
| 128  | 81   | 76   | 72   | 74   | 49   | 65   | 76   | 57   |

| 1975 | 1982 | 1990 | 1999 | 2006 | 2008 | 2013 | 2018 | 2022 |
| ---- | ---- | ---- | ---- | ---- | ---- | ---- | ---- | ---- |
| 41   | 39   | 40   | 33   | 42   | 45   | 44   | 40   | 39   |

## Culture locale et patrimoine

### Lieux et monuments

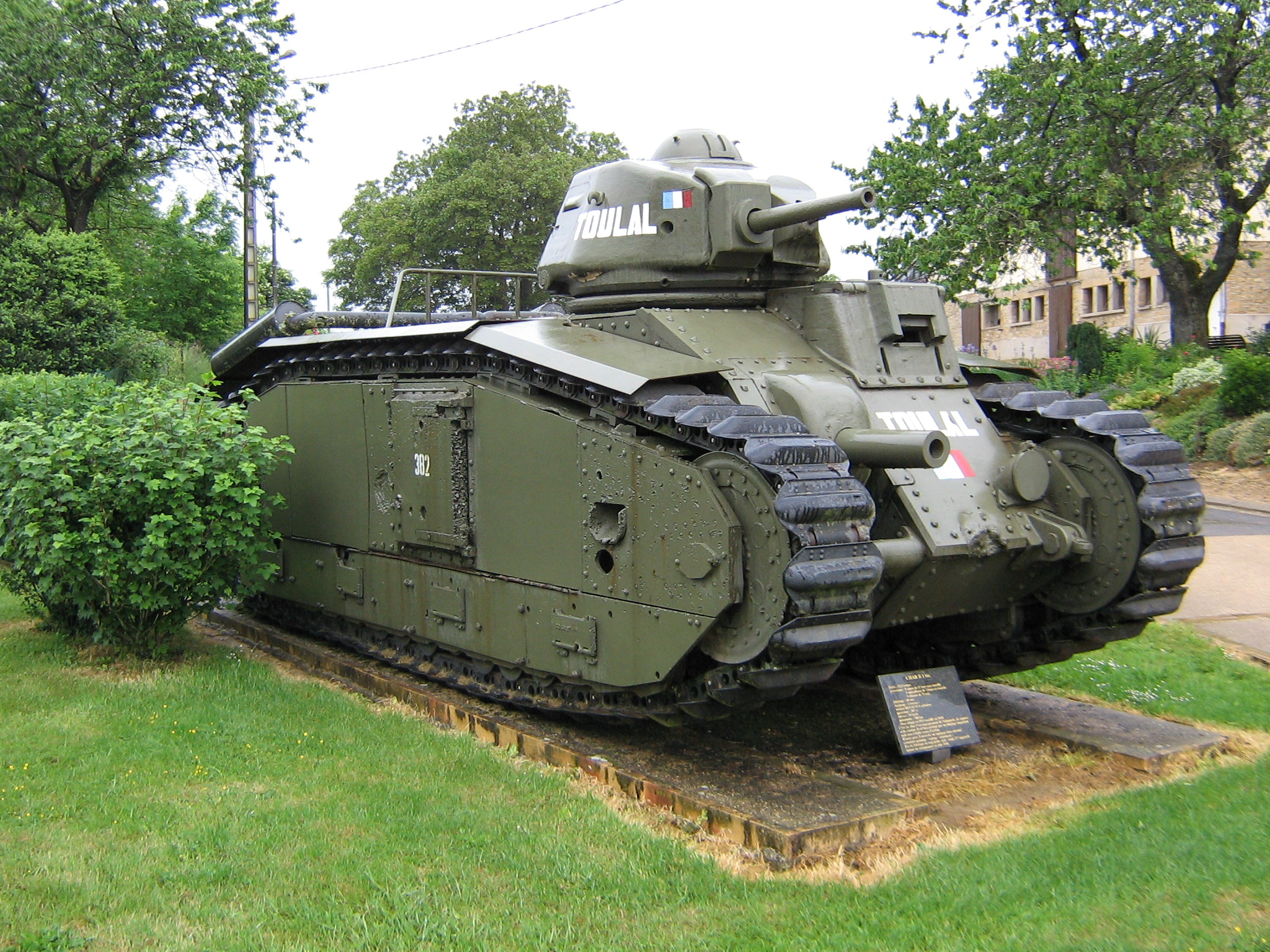
Monument d'un char B1 bis à Stonne.

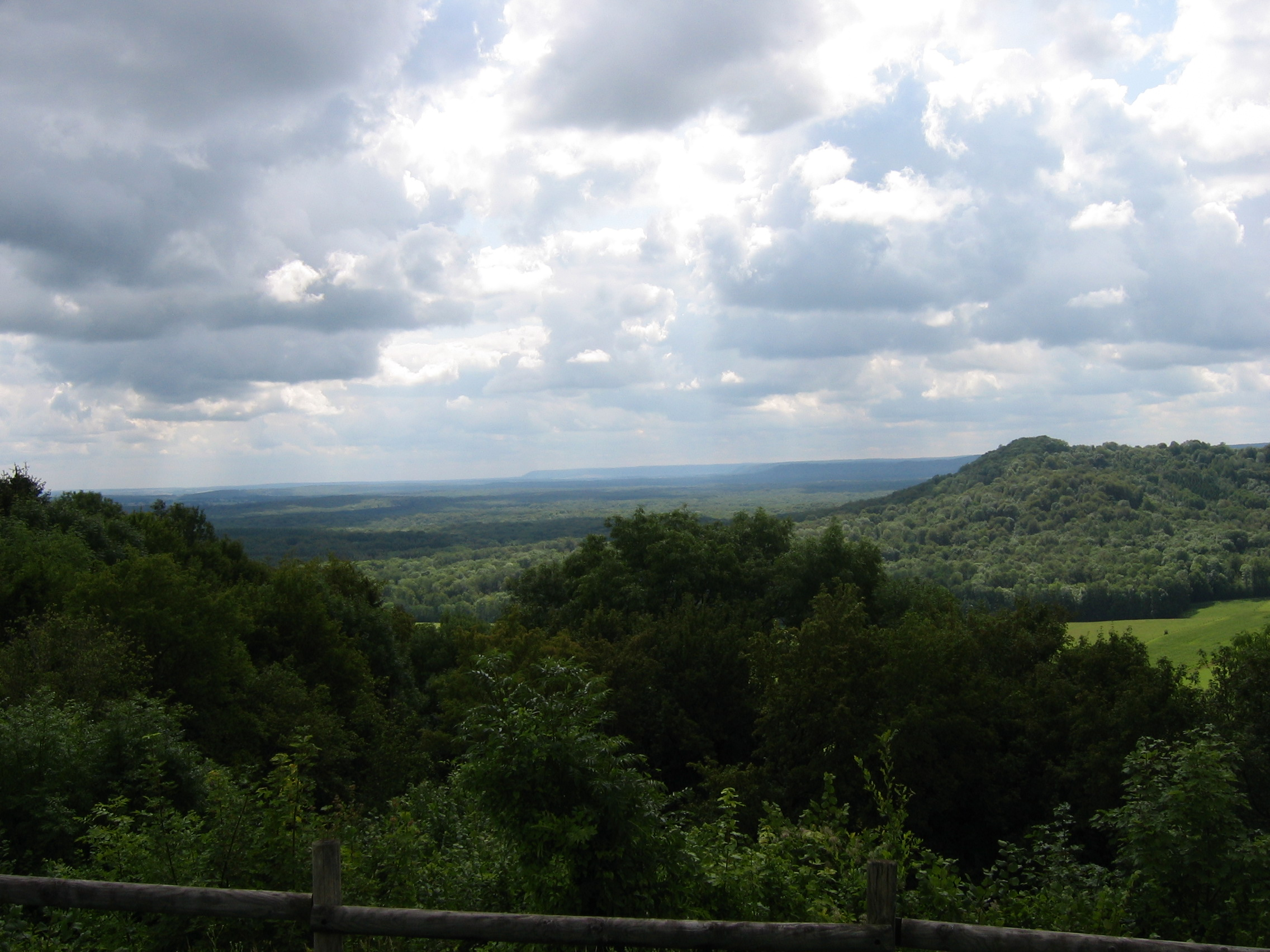
Panorama en haut du Pain de Sucre.

- La Butte de Stonne, appelée « Pain de Sucre », ancien tumulus gallo-romain situé sur la voie romaine de Reims à Trèves. Cette butte naturelle a été rehaussée et aménagée en poste d'observation au IIe siècle. Elle offre aujourd'hui un très beau point de vue.
- Un mémorial à la mémoire des unités ayant combattu dans la région,
- Un char B1 bis,
- Une table d'orientation définissant les différentes lignes de résistance,
- Un char moderne AMX 13, rendant hommage à toute l'armée blindée,
- Notre-Dame de Stonne, une église reconstruite après la Seconde Guerre mondiale, vitraux de Robert Savary et fresque de Maurice Calka.
- Le château des Huttes d'Ogny - privé

### Personnalités liées à la commune
- Pierre Billotte (1906-1992), capitaine français en mai 1940 (futur général et futur député), il commande une compagnie de chars de la 3e DCR. C'est cette compagnie qui contre-attaque à Stonne, sur la demande expresse du général Alphonse Georges au général Charles Huntziger. Le général Huntziger privilégiait essentiellement les actions défensives.
- Léopold Gasc, capitaine français en mai 1940, (futur général), commande un compagnie de chars de la 3e DCR.
- Helmut Beck-Broichsitter et Hans Hindeland, officiers de la 14e compagnie anti-char, au sein de la Grossdeutschland Division. Leur action a permis aux Allemands de rester vainqueurs[28].
- Maurice Calka (1921-1999), auteur d'une fresque dans l'église de Stonne.

### Héraldique
| Armes de Stonne | Les armes de Stonne se blasonnent ainsi : De gueules au mont d’or mouvant de la pointe, sommé d’une tour donjonnée du même ouverte et ajourée du champ, accostée de deux épées d’argent garnies aussi d’or, au chef de beffroi d’une tire de trois cloches. |